# D. P. A. - O Filme
D. P. A. - O Filme é um filme brasileiro de 2017, dirigido por André Pellenz, baseado na série de Detetives do Prédio Azul, exibida no canal Gloob. O filme teve lançamento oficial em 13 de julho de 2017, com reprise no canal Gloob no Cine Gloob. O filme ganhou uma continuação, D. P. A. - Detetives do Prédio Azul 2 - O Mistério Italiano, em 13 de dezembro de 2018. Outra continuação, D. P. A. 3 - Uma Aventura no Fim do Mundo, foi lançada em 21 de abril de 2022.

## Enredo
Bento, Sol e Pippo vão ter que desvendar o maior mistério de suas vidas para evitar que o prédio azul seja demolido. Para isso eles precisam chamar de volta os Detetives do Prédio Azul originais, Mila, Tom e Capim. Esse enigma envolve uma mudança brusca de comportamento da síndica, Dona Leocádia, um quadro falante desaparecido e ferramentas mágicas curiosas, como um relógio que para o tempo e uma capa que pode abrigar uma biblioteca inteira.

## Elenco
| Ator/Atriz          | Personagem                      |
| ------------------- | ------------------------------- |
| Letícia Pedro       | Camila Cristina Cajueiro (Mila) |
| Caio Manhente       | Tom Paz                         |
| Cauê Campos         | Cícero Capim (Capim)            |
| Letícia Braga       | Sol Madeira                     |
| Pedro Motta         | Filippo Tomatini (Pippo)        |
| Anderson Lima       | Bento Prata                     |
| Mariana Ximenes     | Bibi Capa Preta                 |
| Aílton Graça        | Temporão                        |
| Tamara Taxman       | Leocádia Leal                   |
| Ronaldo Reis        | Severino Capim                  |
| Charles Myara       | Theobaldo Trons                 |
| Suely Franco        | Berta Leal (Vó Berta)           |
| Otávio Müller       | Jaime Quadros                   |
| Maria Clara Gueiros | Mari P                          |
| George Sauma        | Pietro Putrefatos / Homem Bagre |
| Carol Futuro        | Sissineide Madeira Capim        |
| Miriam Freeland     | Lena Prata                      |
| Luciano Quirino     | Ptolomeu Prata                  |
| Savio Moll          | Salvatore Tomatini              |
| Jeniffer Oliveira   | Leocádia (jovem)                |
| Pedro Maya          | Temporão (jovem)                |

## Produção
O diretor André Pellenz teve a ideia de fazer o filme sem que parecesse um episódio especial da série. O projeto inicial do filme previa uma aventura em Ondion e a vilã seria Z.Z, mas por algum motivo o roteiro foi alterado para que o filme fosse mais urbano. *Além de ser gravado em estúdio o filme foi gravado nas ruas do Rio de Janeiro.
Filmagens: as filmagens ocorreram em 5 de dezembro de 2016 e duraram até 16 de fevereiro de 2017

## Bilheteria
Em sua pré-estreia com 362 cópias em 13 de julho, D.P.A. ficou em quarto lugar na bilheteria, com 281.104 espectadores (diretamente atrás da grande estreia da semana, Carros 3, que estreou em mais de mil salas). Após a estreia oficial na semana seguinte, se tornava o maior público de um filme nacional no ano, alcançou 750 mil ingressos em apenas 2 semanas. Uma semana depois, D.P.A. passou a marca de 1 milhão.